# 트릭스터 (비디오 게임)
트릭스터는 엔트리브 소프트가 제작한 2D MMORPG 게임이다.

## 캐릭터
캐릭터의 형태는 공격형 , 매력형 , 감각형 , 마법형으로 나뉜다.

### 공격형 캐릭터
물소 (닉키) , 토끼 (니아) , 곰 (폴라) : 공격력,명중률,민첩성 중심이다. 특유의 특성으로 빠른 공격속도과 강한 공격력을 자랑한다. 매력형과 감각형에게 강하며 마법형에게 약하다.

### 마법형 캐릭터
용 (유혼) , 양 (미코) : 마법력, 마법방어력, 마나 중심이다. 화려하고 강력한 공격력을 자랑하지만 방어력과 체력이 취약하다는 단점을 가지고있다. 감각형과 공격형에게 강하며 매력형에게 약하다

### 매력형 캐릭터
너구리 (홀든) , 고양이 (제니) : 방어력,회피율,체력 중심이다. 스킬들로 회피율과 방어력을 극한의 영역까지 올릴수가 있다. 감각형과 공격형에게 약하며 마법형에게 강하다.

### 감각형 캐릭터
사자 (레오) , 여우 (베로니카) : 감지력,행운,소지한도 중심이다. 특성 때문에 강화나 조합의 성공률이 높으며,직업중 유일하게 총기류를 다룰수있다. 매력형과 마법형에게 강하며 공격형에 약하다.

## 능력치
공격형
- 공격력 - 기본 평타와 공격형 스킬의 공격력.
- 명중률 - 공격의 명중률[감각형의 경우 총의 평타 공격과 스킬의 공격력]
- 민첩성 - 공격속도로 수치가 낮아지면 평타의 공격속도가 빨라진다.

마법형
- 마나 - 캐릭터의 MP
- 마법력 - 마법형 스킬의 공격력
- 마법방어 - 마법 방어력

감각형
- 무게 - 아이템의 소지한도
- 감지력 - 조합과 발굴 확률[감각형 추가효과:암기 스킬의 공격력]
- 행운 - 크리티컬 확률, 마법형 스킬의 명중률, 수치가 높을수록 성장조합시 이득을 준다.

매력형
- 체력 - 캐릭터의 HP
- 방어력 - 물리 방어력
- 회피력 - 회피율